# Cukrownia „Hermanów”
Cukrownia „Hermanów” w Hermanowie k. Sochaczewa – cukrownia zbudowana w 1838 roku przez warszawskiego bankiera i przedsiębiorcę pochodzenia żydowskiego, Hermana Epsteina (1806–1867).

## Historia
Była to pierwsza w Królestwie Polskim nowoczesna cukrownia. Do 1855 roku była największą cukrownią w Królestwie Polskim. Posługiwała się najnowszą techniką i technologią (m.in. systemem parowym i maszynami parowymi), w 1869 roku przeszła na system dyfuzyjny. W latach 40. XIX wieku produkowała 450 ton cukru rafinowanego, a w latach 80. XIX wieku do 2 tys. ton. W końcu XIX wieku straciła znaczenie, w 1908 roku spłonęła doszczętnie i nie została odbudowana.